# نظرسنجی ده ستاره پول‌ساز برتر
نظرسنجی ده ستاره پول‌ساز برتر (انگلیسی: Top Ten Money Making Stars Poll) نظرسنجی‌هایی در مورد تعیین سودآوری ستاره‌های سینما بود. در ابتدا، نظرسنجی‌ها و مسابقات محبوبی بودند که در مجلات سینمایی انجام می‌شدند و در آن خوانندگان به ستاره‌های مورد علاقه‌شان رأی می‌دادند؛ مانند نظرسنجی که در نیویورک مورنینگ تلگراف در ۱۷ دسامبر ۱۹۱۱ منتشر شد. مجلات اغلب به انتشار می‌رسیدند و یکی از ثابت‌ترین آن‌ها در موشن پیکچر مگزین بود.